# Saotherium mingoz
Saotherium mingoz Boisserie, 2005 è un mammifero erbivoro estinto, appartenente agli artiodattili. Visse nel Pliocene inferiore (circa 5 - 4 milioni di anni fa) e i suoi resti fossili sono stati ritrovati in Africa (Ciad).

## Descrizione
Questo animale doveva essere molto simile all'attuale ippopotamo pigmeo (Choeropsis liberiensis), e le dimensioni dovevano essere leggermente maggiori rispetto a quest'ultimo; la lunghezza doveva superare di poco i due metri, mentre l'altezza probabilmente raggiungeva il metro. Il cranio di Saotherium era di forma insolita rispetto agli attuali ippopotami, anche se alcune caratteristiche (ad esempio le grandi orbite) richiamavano l'attuale ippopotamo pigmeo. Il muso era però eccezionalmente corto, mentre la scatola cranica era allungata e la sinfisi mandibolare (la zona della mandibola dove i due rami si uniscono) era inclinata verso il basso.

## Tassonomia
Saotherium mingoz venne descritto per la prima volta nel 2005 da Boisserie, sulla base di fossili ritrovati nel bacino del Lago Ciad. I fossili mostrano notevoli affinità con l'attuale ippopotamo pigmeo, con il quale era probabilmente imparentato. 